# Truthiness

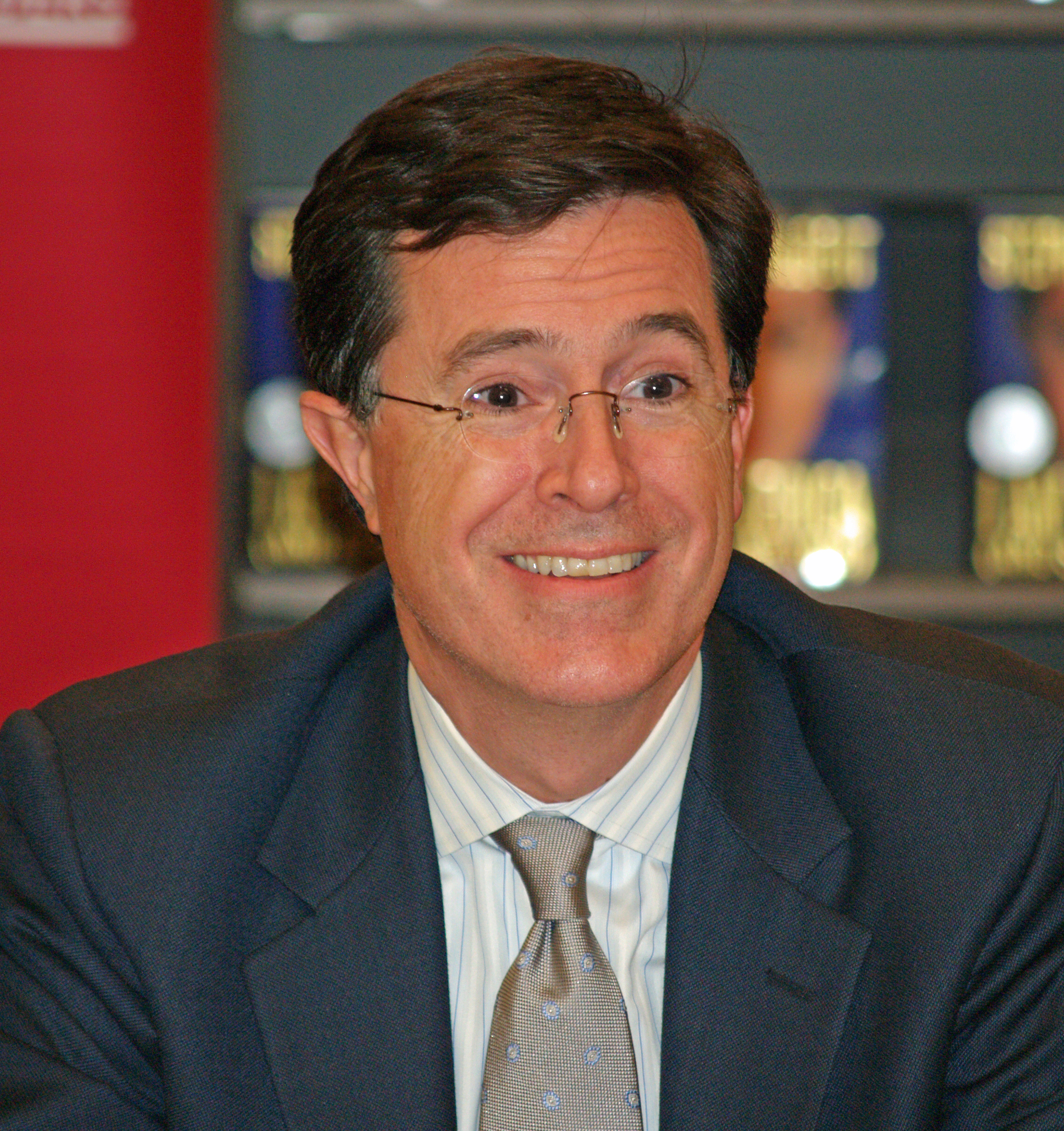
Stephen Colbert, de bedenker van het woord

Truthiness ("waarheidigheid") werd bekend toen de Amerikaanse komiek Stephen Colbert het woord gebruikte tijdens de eerste uitzending van zijn televisieprogramma The Colbert Report van 17 oktober 2005. Volgens hem betekende truthiness zoiets als het met hartstocht willen vasthouden aan voorstellingen die waar zijn vanuit een eigen persoonlijke visie, zonder dat rekening wordt gehouden met feiten, logica of ander tegensprekend bewijs. Colbert legde uit dat het woord truthiness een bespotting was van het anti-intellectualisme in het algemeen en van dat van de Amerikaanse president George W. Bush in het bijzonder.
Truthiness werd door de American Dialect Society verkozen als woord van het jaar voor 2005, waarbij de verdienste van het bekend worden aan Colbert werd toegekend. Ook werd het woord door de New York Times gekozen als een van negen woorden die de Zeitgeist van 2005 omhelsde. De etymoloog Anatoly Liberman voorspelde in 2006 dat "truthiness" binnen twee jaar zou zijn opgenomen in de Engelstalige woordenboeken. Reeds in hetzelfde jaar, op 10 december 2006, verkoos Merriam-Webster Dictionary het woord als woord van het jaar voor 2006.